# Teoria generală a sistemelor
Teoria generală a sistemelor (T.G.S.)  este o teorie relativ nouă fondată de Ludwig von Bertalanffy având ca obiect sistemele, indiferent de natura și tipul lor. Este o teorie a complexităților organizate, urmărind formularea principiilor, legilor, conceptelor și modelelor sistemelor. T.G.S. este o disciplină științifică de sinteză, generală, întemeiată pe o serie de discipline matematice cum sunt: teoria informației, teoria jocurilor strategice, teoria deciziei, cercetarea operațională, teoria ecuațiilor diferențiale, teoria probabilităților, topologia și algebra abstractă. Conceptele fundamentale sunt: sistem, informație, entropie, finalitate, organizare, centralizare, interacțiune, izomorfism, integralitate. Deși este o disciplină teoretică având ca obiect integralitatea sistemelor și se dezvoltă ca o disciplină logico-matematică, teoria generală a sistemelor este aplicabilă empiric și aici mai ales științelor tehnice. T.G.S. favorizează întregirea cunoașterii, transferă metode, principii și concepte între discipline, introducând precizie matematică în cercetare. Datorită acestui potențial gnoseologic și epistemologic a fost preluată în filozofia științei contemporane ca direcție de cercetare care își propune integrarea domeniilor cunoașterii printr-o metodologie de conceptualizare și cercetare, unificată la nivel înalt.